# Kirche von Heinävesi

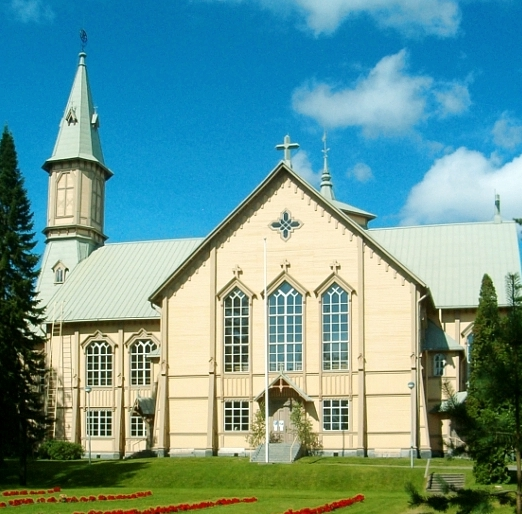
Die Kirche von Heinävesi

Die Kirche von Heinävesi (finnisch Heinäveden kirkko) ist eine evangelische hölzerne Kirche in der finnischen Gemeinde Heinävesi. Die von Josef Stenbäck entworfene Kirche liegt im Zentrum von Heinävesi auf dem Kirchhügel. Die Kirche wurde 1890–1891 gebaut und 1892 geweiht. Die Kirche repräsentiert den Stil der Neugotik.

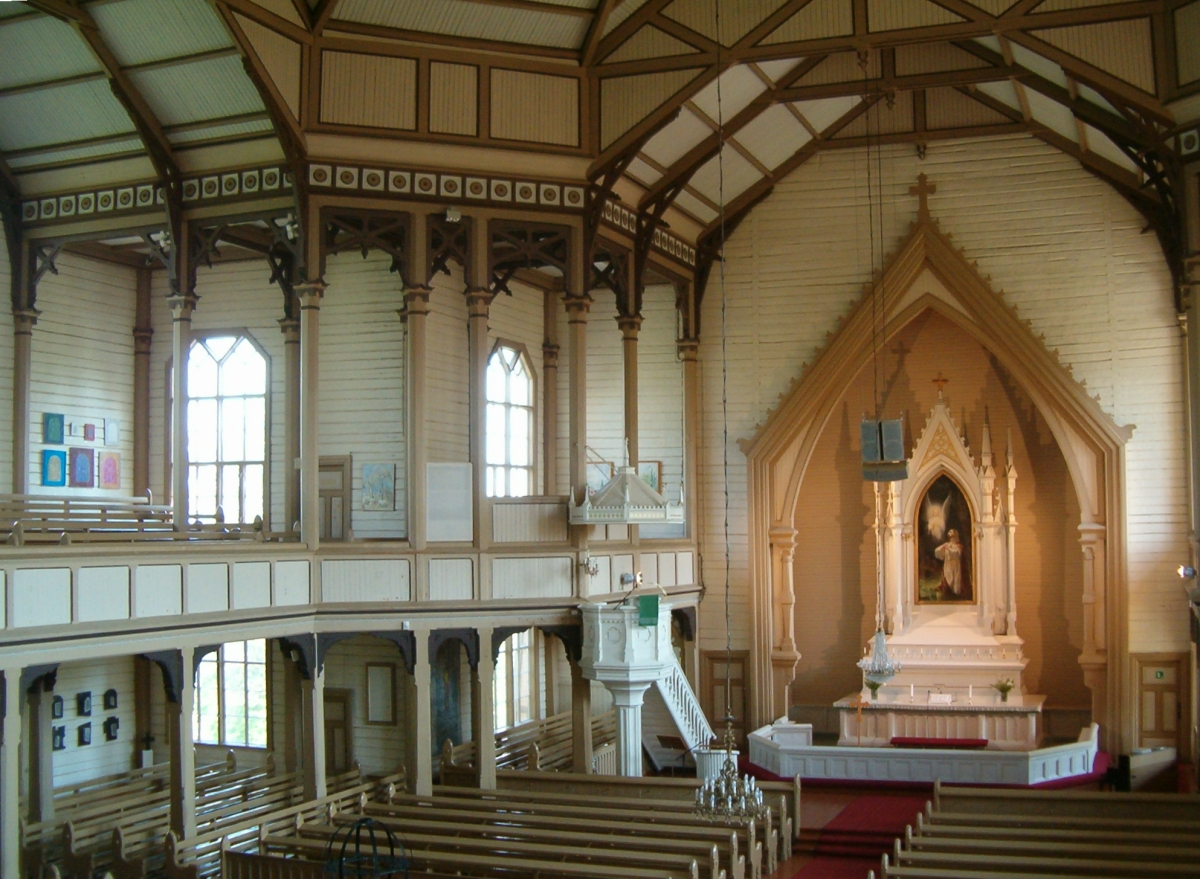
Der Altar